# Florien
Pour l’article homonyme, voir Florien (Louisiane).
Florien (en latin : Marcus Annius Florianus Pius Felix Augustus; mort en 276) est empereur romain de juillet à septembre 276. Il est le demi-frère maternel de Tacite, proclamé empereur à la fin de l'année 275 après la mort inattendue de l'empereur Aurélien. Après la mort de Tacite en juillet 276, supposément au cours d'un complot militaire, Florien est proclamé empereur, et est reconnu comme tel par le Sénat et la grande majorité de l'Empire.
Il doit cependant faire face à la révolte du commandant militaire Probus, qui se soulève peu après l'accession de Florien au titre impérial avec le soutien de plusieurs provinces orientales, dont l'Égypte. Probus profite du terrain des portes ciliciennes et du climat chaud de la région, inhabituel pour l'armée de Florien, pour saper son moral. En septembre 276, les troupes de Florien se révoltent et le tuent à Tarse.

## Biographie
À la fin de l'année 275, le frère ou demi-frère maternel de Florien, Tacite, est proclamé empereur romain après la mort inattendue de l'empereur Aurélien. Peu après, Tacite nomme Florien préfet du prétoire, et le charge de conduire des troupes en Pannonie afin d'y repousser des raids menés par les Goths. À la mort soudaine de Tacite, en juillet 276, supposément au cours d'un complot militaire, Florien se fait rapidement proclamer empereur, et est reconnu comme tel par le Sénat et les provinces occidentales. Florien continue de mener campagne contre les Goths, remportant une importante victoire, jusqu'à ce que la nouvelle de la rébellion de Probus lui parvienne. Probus, commandant militaire couronné de succès sous les empereurs Aurélien et Tacite, est soutenu dans sa révolte par les provinces d'Égypte, de Syrie, de Palestine et de Phénicie.
Malgré son expérience militaire, Probus est dans une position précaire, ne tenant qu'une petite partie de l'Empire, alors que la majorité soutient Florien. Probus tire avantage de son contrôle du grain égyptien, privant le reste de l'Empire du précieux ravitaillement. Il mène ses troupes en Asie mineure afin de défendre les portes ciliciennes, lui permettant d'utiliser des tactiques de guérilla et de mener une guerre d'usure plutôt que d'opter pour un affrontement frontal. En réponse, Florien conduit ses propres troupes en Cilicie et les cantonne à Tarse. Cependant, inaccoutumées au climat chaud de la région, elles tombent malade lors de la vague de chaleur de l'été. En l'apprenant, Probus lance plusieurs raids autour de la ville afin de saper leur moral. Cette stratégie est couronnée de succès et Florien perd le contrôle de son armée, qui se révolte en septembre et le tue,. Le règne de Florien n'aura duré qu'un peu moins de trois mois.

## Noms successifs
- Naît Marcus Annius Florianus, vers 233.
- Juin 276, empereur romain : Imperator Caesar Marcus Annius Florianus Pius Felix Augustus

### Sources modernes
: document utilisé comme source pour la rédaction de cet article.
- (en) Guy de la Bédoyère, Praetorian : The Rise and Fall of Rome's Imperial Bodyguard, Yale University Press, 2017, 352 p. (ISBN 978-0-300-22627-0, lire en ligne).
- (en) Mark Hebblewhite, The Emperor and the Army in the Later Roman Empire, AD 235–395, Taylor & Francis, 2016, 240 p. (ISBN 978-1-317-03430-8, lire en ligne).
- (en) Fik Meijer, Emperors Don't Die in Bed, Routledge, 2004, 183 p. (ISBN 978-0-415-31201-1, lire en ligne).
- Paul Petit, Histoire générale de l’Empire romain, Éditions du Seuil, 1974, 799 p. (ISBN 2-02-002677-5)
- (en) Ilkka Syvanne, Military History of Late Rome 284-361, Pen and Sword, 2015, 480 p. (ISBN 978-1-84884-855-9, lire en ligne).
- François Zosso et Christian Zingg, Les Empereurs romains : 27 av. J.-C. - 476 ap. J.-C., Éditions Errance, 1995, 253 p. (ISBN 2-87772-226-0)